# Machimoides vivasi
Machimoides vivasi är en insektsart som beskrevs av Rehn, J.A.G. 1950. Machimoides vivasi ingår i släktet Machimoides och familjen vårtbitare. Inga underarter finns listade i Catalogue of Life.